# Viktorija Moiseeva
Viktorija Aleksandrovna Moiseeva (in russo Виктория Александровна Моисеева?; Miass, 10 gennaio 1991) è una giocatrice di curling russa.
Ha partecipato alle Olimpiadi invernali 2018 con la rappresentanza degli AOR.

## Palmarès

### Mondiali
- 1 medaglia:
  - 1 bronzo (North Bay 2018)

### Europei
- 1 medaglia:
  - 1 oro (Renfrewshire 2016)

### Universiadi
- 3 medaglie:
  - 2 ori (Trentino 2013; Granada 2015)
  - 1 argento (Almaty 2017)

### Mondiali juniores
- 2 medaglie:
  - 2 bronzi (Perth 2011; Östersund 2012)